# 아리모리 유코
아리모리 유코(일본어: 有森 裕子, 1966년 12월 17일 ~ )는 일본의 프로 마라톤 선수이며 유엔 인구 기금의 친선 대사이다.
오카야마시에서 태어난 아리모리는 1992년 바르셀로나 올림픽에서 마라톤에 나가 2시간 32분 49초로 발렌티나 예고로바에게 8초 밀리면서 은메달을 획득하였다. 이 어려운 싸움의 경주는 당시 남성 혹은 여성에게 올림픽 역사상 가장 가까운 완료였다.
4년 후, 애틀랜타 올림픽에 돌아온 그녀는 동메달을 따는 데 또 다시 예고로바에 의하여 뒤로 밀려났다.
아리모리는 일본 아마추어 육상 연맹에 의하여 프로 지위를 승인받은 첫 여성 선수이다.
1992년과 1996년 "올해의 일본 스포츠 여성"으로 선정되었다.